# Vermoeiing

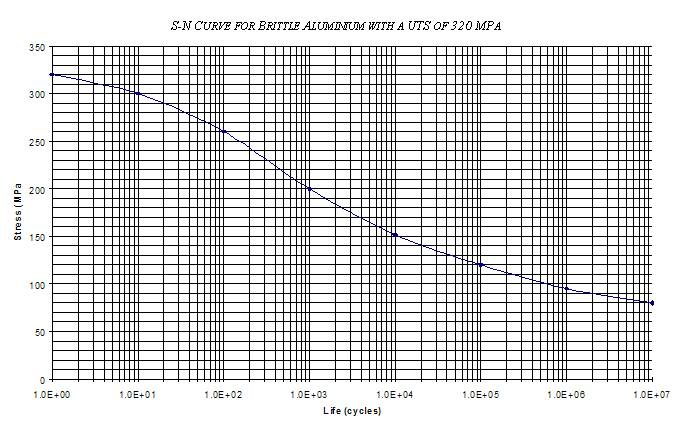
Wöhlerkrommen van aluminium: hoe laag de spanningsamplitude ook is (y-as), er treedt vermoeiingsbreuk op na een bepaald aantal cycli (x-as)

Vermoeiing, moeheid of vermoeidheid, specifieker materiaal- en metaalmoeheid, is het fenomeen dat een materiaal bezwijkt onder een zeer lang aangehouden dynamische of wisselende belasting. Deze vorm van belasting met een spanningsamplitude {\displaystyle \sigma _{a}} wordt een cyclische belasting genoemd en de intervallen ervan cycli (enkelvoud: cyclus), aangeduid met {\displaystyle N}.

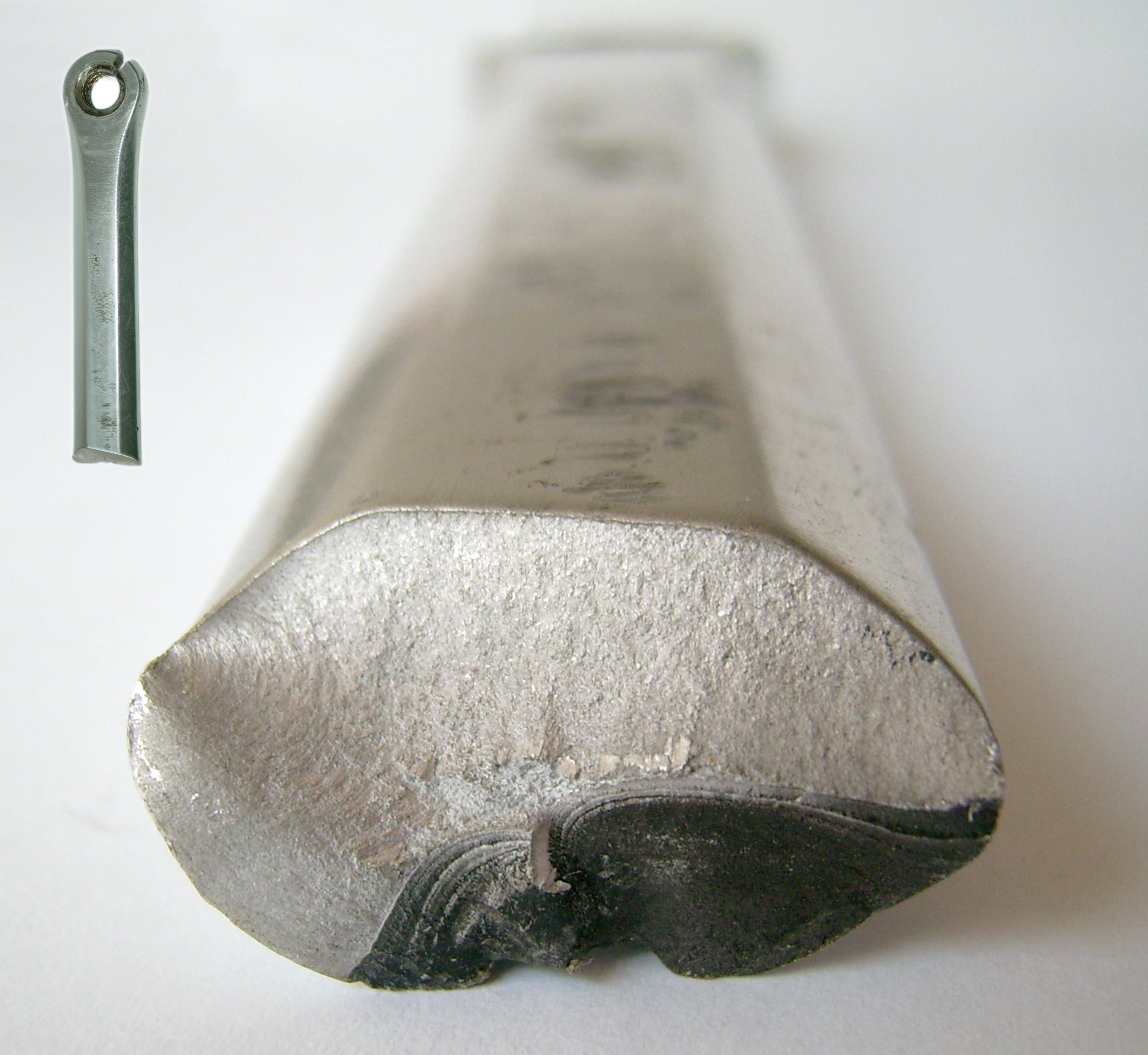
Breuk van een aluminium krukas. Donker gebied met striaties: langzame scheurgroei. Helder korrelig gebied: plotselinge brosse breuk.

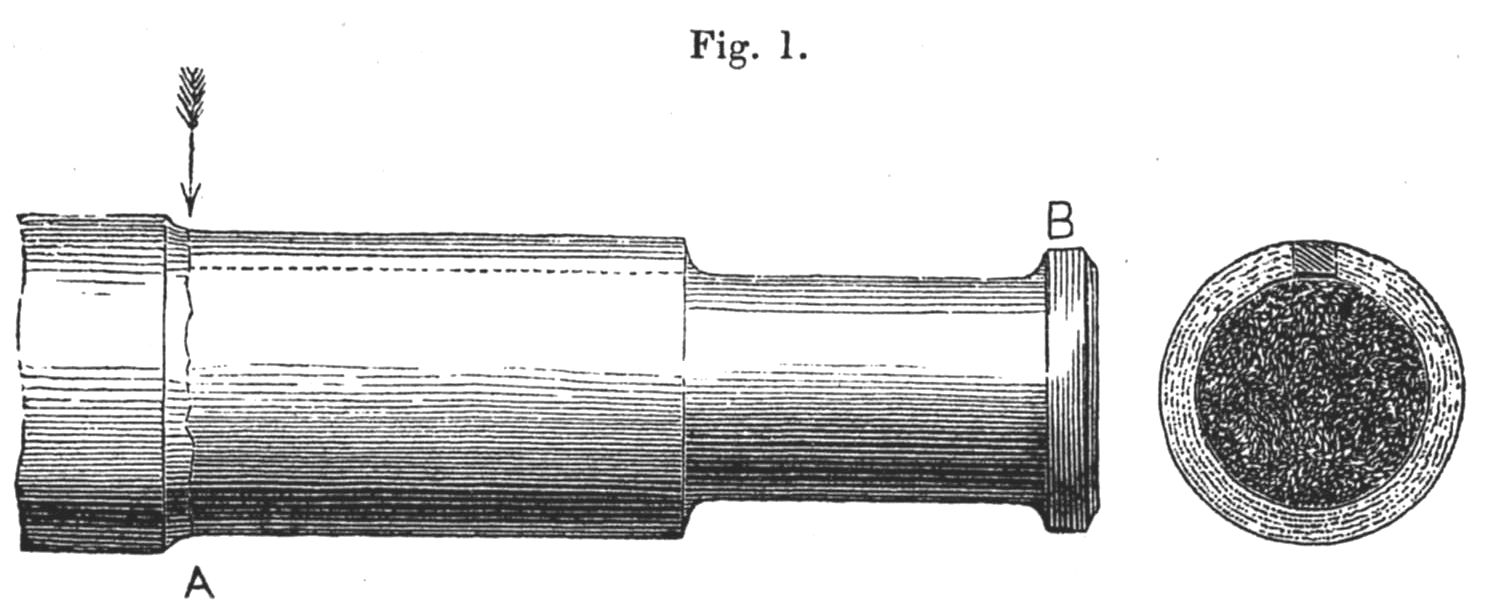
Tekening van metaalmoeheid, 1843

Door de cyclische belasting kan er breuk optreden zelfs als de spanningen overal (ver) onder de maximale statische trekspanningen (vloeigrens of breukspanning) blijven. De breuk die optreedt als gevolg van vermoeiing wordt vermoeiingsbreuk genoemd. Vermoeiing in materialen wordt getest door middel van vermoeiingsproeven.
Vermoeiing was de directe aanleiding tot een aantal grote industriële rampen, onder andere het kapseizen en zinken van het boorplatform Alexander Kielland, waarbij 123 van de 212 opvarenden stierven.

## Breukmechanisme
Breuk door vermoeiing verloopt als volgt:
1. Initiatie - ontstaan scheur; de scheur begint vaak ter plaatse van een spanningsconcentratie (insluitsels, kerf, las enz.). Indien deze spanningsconcentratie niet aanwezig is, kan vermoeiing nog steeds optreden, zij het vaak pas na langere tijd.
2. Propagatie - scheurgroei; de scheur breidt zich door de dynamische belasting steeds verder uit. Dit proces gaat in het begin zeer langzaam. Naarmate de scheur groter wordt, stijgt de belasting op de niet bezweken rest en verloopt het proces steeds sneller.
3. Terminatie - uitscheuring; hier breekt het materiaal veelal bros. Het materiaal bezwijkt wel degelijk aan zijn breukspanning, maar door de lopende scheur werd de weerstandbiedende doorsnede te klein.

Kenmerkend voor dit type breuken is het oppervlak: het is glad en vertoont donkere concentrische ringen, zgn "striaties", die uitwaaieren vanaf het beginpunt.

## Geschiedenis
Dit fenomeen werd het eerst ontdekt in Engeland, bij de eerste treinen. Het bleek namelijk dat treinassen veel sneller bezweken dan op grond van berekeningen werd verwacht. Het was William John Macquorn Rankine in het artikel "An Experimental Inquiry into the Advantage of Cylindrical Wheels on Railways" uit 1842, die dit fatigue (vermoeidheid) noemde.
De Duitse ingenieur August Wöhler (1819–1914), die bij de Duitse Spoorwegen een hoge functie had, onderzocht dit fenomeen verder. In zijn bedrijf waren er al verscheidene zware ongevallen geweest door breuk van treinassen en wielbanden. Hij ontdekte dat het metaal van de defect geraakte onderdelen door de cyclische belasting over de rails een lagere belasting kon verdragen dan bij een statische belasting. Voor diverse staalsoorten legde hij na uitgebreide proeven in een grafiek, die tegenwoordig de Wöhlerkromme of S-N curve genoemd wordt, het verband tussen materiaalspanning {\displaystyle \sigma _{a}} en aantal belastingscycli tot breuk {\displaystyle N_{f}} vast.

Cyclische belasting in een proefstaaf leidt tot vermoeiingsbreuk

## Hoge en lage cyclus vermoeiing
Als het aantal belastingscycli tot breuk {\displaystyle N_{f}} boven de {\textstyle N_{f}>10^{4}} is spreekt men over hoge cyclus vermoeiing. Vermoeiing die optreedt na een kort aantal cycli, minder dan tienduizend ({\textstyle N_{f}<10^{4}}), wordt lage cyclus vermoeiing genoemd.

## Vermoeiingsgrens
Vermoeiing treedt vaak op in metalen. Het wordt dan meestal metaalmoeheid genoemd. Sommige materialen hebben een maximaal spanningsniveau waarbij nooit vermoeiing optreedt indien de cyclische spanning zich eronder bevindt (bijvoorbeeld staal en titanium). Deze ondergrens van de spanningsamplitude heet de vermoeiingsgrens, {\displaystyle \sigma _{e}} (eenheid: MPa). 
Voor veel materialen bestaat deze vermoeiingsgrens. Het is de spanningsamplitude {\displaystyle \sigma _{a}}, met de gemiddelde spanning op {\displaystyle \sigma _{m}=0}, waaronder geen breuk door vermoeiing optreedt of pas na een zeer groot aantal {\textstyle N_{f}>10^{7}} cycli. Ontwerpen tegen hoge cyclus vermoeiing lijkt daarom sterk op ontwerpen met een bepaalde sterkte-eis, maar dan met de maximale spanningen beperkt door de vermoeiingsgrens {\displaystyle \sigma _{e}} in plaats van de vloeigrens {\displaystyle \sigma _{Y}}.

### Negatieve effecten
De vermoeiingsgrens grens kan lager komen te liggen door corrosie of een zuur milieu. Andere metalen (aluminium en koper) vermoeien echter bij elke spanning, hoewel de vermoeiing bij een lage spanning wel langer op zich laat wachten.
Het is bekend dat de oppervlaktegesteldheid van een onderdeel dat aan een cyclische belasting wordt onderworpen van groot belang is. Oppervlaktebewerkingen als draaien en frezen van stalen producten kunnen tot afname van zo'n 20% van de vermoeiingsgrens leiden. Ook een galvanische bedekking kan een achteruitgang betekenen. Een andere oorzaak waardoor de vermoeiingsgrens omlaag gaat is lassen. Uit proeven is gebleken dat de vermoeiingssterkte van het materiaal bij of op de lasplaats meestal aanzienlijk afneemt.
Ook blijkt voor sommige materialen de temperatuur een beïnvloedende factor te zijn eens deze boven de 200°C gaat. Legeringen met een meta-stabiele structuur beginnen met name bij hogere temperaturen door uitscheidingen structuur-veranderingen te ondergaan. Dit heeft zo zijn invloeden op de vermoeiingssterkte. Op deze manier wordt de frequentie dan ook een indirecte factor die van belang is. Bij hogere frequenties (voor metalen: > 104 cycli per minuut, voor sommige kunststoffen: 10 Hz) treedt er verwarming op en deze heeft een lagere vermoeiingssterkte tot gevolg.

## Ontwerpmaatregelen

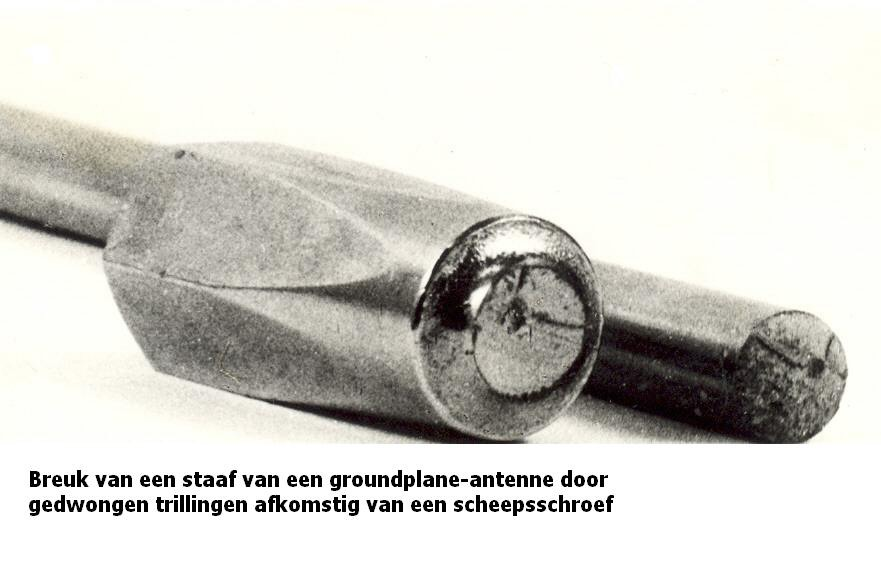
Breuk van een staaf van een groundplane-antenne door gedwongen trillingen afkomstig van een scheepsschroef

Een goede ontwerper houdt rekening met de mogelijkheid tot optreden van vermoeiingsbreuken en -scheuren. Deze kunnen de standtijd van de constructie aanzienlijk verkorten. Onverwachte vermoeiing treedt vooral op door slecht ontwerp van de constructie, voornamelijk te hoge spanningsconcentraties of kerfwerking.
De in de afbeelding weergegeven breuk van een staaf van een straler, als belangrijk onderdeel van de afgebeelde groundplane-antenne, ontstond door gedwongen meetrillen met de scheepsschroef. De frequentie van deze trillingen ligt bij veel schepen volgens onderzoekingen tussen de 20 en 25 hertz. Uit nader onderzoek van de antennestaven bleek dat de eigenfrequentie op 23 Hz lag, waardoor resonantie optrad en zich opslingeringen ontwikkelden die in korte tijd tot breuk leidden. Door een ingrijpende wijziging van het ontwerp, namelijk door vergroting van de inwendige demping, werden de trillingen tot een ongevaarlijke amplitude teruggebracht.

### Voorspellingsregel van Miner
Als er behalve de wisselingen in de spanning (trek/druk) ook nog variaties het spanningsniveau voordoen kunnen we de formule van Miner gebruiken (ook wel de Palmgren-Miner lineaire vermoeiingshypothese genoemd). Als er {\displaystyle k} verschillende spanningsniveaus zijn, kunnen de {\displaystyle k} niveaus gesommeerd worden volgens:
{\displaystyle \sum _{i=1}^{k}{\frac {n_{i}}{N_{i}}}=C},
waarin
{\displaystyle n_{i}} het aantal cycli op spanningsniveau {\displaystyle i} is,
{\displaystyle N_{i}} het aantal toelaatbare cycli op spanningsniveau {\displaystyle i} en
{\displaystyle C} de schade is (0 aan het begin van de vermoeiingsproef en 1 bij breuk).
Voor het ontwerp geldt dan meestal {\displaystyle C=1} en de sommatie mag de 1 niet overschrijden.
Dit betekent voor het voorkomen van breuk dat:
{\displaystyle {\frac {N}{N_{f}}}<1}

## Schadegevallen door vermoeiing
- Een aantal ongelukken met de De Havilland Comet.
- De treinramp bij Eschede.
- United Airlines-vlucht 232, Japan Airlines-vlucht 123, China Airlines-vlucht 611, Aloha Airlines-vlucht 243 en de Bijlmerramp (El Al-vlucht 1862).